# 迪韋德鎮區 (內布拉斯加州水牛縣)
迪韋德鎮區（英語：Divide Township）是位於美國內布拉斯加州水牛縣的一個行政鎮區。

## 地方資料
迪韋德鎮區的面積為108.57平方千米，當中陸地面積為108.54平方千米，而水域面積為0.03平方千米。根據2020年美國人口普查的數據，當地共有人口360人，而人口密度為每平方千米3.32人。